# Георги Груев (революционер)
 Тази статия е за революционера.  За пловдивския общественик, вижте Георги Груев.  
Георги Йованов Груев е български революционер и общественик от Македония.

## Биография
Георги Груев е роден в Смилево, тогава в Османската империя. Брат е на известния български революционер Даме Груев. Георги Груев взима участие в Илинденско-Преображенското въстание. В 1917 година подписва Мемоара на българи от Македония от 27 декември 1917 година.